# Calvin Chen
Calvin Chen, né le 10 novembre 1980 à Taipei, est un acteur et présentateur taïwanais.

## Biographie
Chen est le troisième membre à rejoindre le boys band Fahrenheit en 2005. Sur le 2e album de Fahrenheit, Chen chante sur les morceaux de rap. Il enregistre son premier solo pour la bande originale de The X Family. Il chante également sa propre version sur sa série 2010. Il déclare dans une interview qu'il prévoit de sortir son propre album solo à la fin 2014 puisque ses camarades Aaron Yan et Jiro Wang ont déjà sorti le leur.
Il annonce son mariage avec l'actrice taïwanaise Joanne Tseng le 23 janvier 2020 sur son compte Instagram. Il est en couple depuis 10 ans.